# George Treweek
Pour les articles homonymes, voir Treweek.
Pas d'image ? Cliquez ici

a Compétitions nationales et continentales officielles uniquement.

b Matchs officiels uniquement.
George Treweek, né le 31 mars 1905 à Grahamstown et mort le 28 octobre 1991, était un joueur de rugby à XIII australien évoluant au poste de deuxième ligne dans les années 1920 et 1930 qui a toute sa carrière joué pour South Sydney avec qui il a pris part à de nombreux titres de champion de Nouvelle-Galles du Sud. Il est considéré comme l'un des plus talentueux deuxième ligne à avoir joué en Australie.
Treweek a remporté six championnats de Nouvelle-Galles du Sud avec South Sydney dont il était le capitaine lors des victoires en 1931 et 1932. Il y a disputé 120 matchs pour ce club entre 1926 et 1934.
Il a disputé sept rencontres avec équipe d'Australie. Il y fait ses débuts lors d'une tournée en Grande-Bretagne en 1928. Il a également participé aux tournois inter-États avec les New South Wales Blues.
Treweek prend sa retraite sportive en 1934. Il n'a jamais rectifié la mauvaise orthographe de son nom de famille, Treweeke, auprès de la presse.
Après sa mort, il est sélectionné dans l'équipe de rêve des South Sydney, équipe composée des 17 joueurs et entraîneurs ayant porté le maillot entre 1908 et 2004. En 2006, il est introduit au temple de la renommée de la fédération australienne de rugby à XIII.
En février 2008, Treweek est sélectionné parmi les cent meilleurs joueurs australiens de l'histoire lors de la célébration du centenaire de ce sport en Australie.